# Васильчики
Васи́льчики — історична місцевість в Шевченківському районі м. Києва. Розташована на території сучасного парку «Нивки» біля станції метро «Берестейська», поблизу перетину проспекту Берестейського і залізниці.
Прилягає до місцевостей Дехтярі, Волейків, Шулявка та Грушки.

## Історія
Відомі з середини XIX століття як хутори Сіньківщина та Хмелівщина.
1859 року указом імператора Олександра II ці хутори були передані у довічне спадкове володіння Київському, Подільському і Волинському генерал-губернатору І. І. Васильчикову.
Відтоді відомі під сучасною назвою — як хутір або дача Васильчики. Після смерті І. Васильчикова (у 1863 році) перейшли у володіння його вдови К. О. Васильчикової, яка заповіла хутір Свято-Троїцькому (Іонинському) монастирю на Звіринці.
У 1912—1913 роках тут було споруджено Знаменську церкву, знищену у 1930-і роки.
З середини 1930-х років тут була державна дача, відома в народі, як «дача Хрущова».
Парк «Нивки» (імені ХХІІ з'їзду КПРС) був відкритий у 1962 році.